# Combé Markt
Combé Markt is een hypermarkt in Paramaribo, Suriname. Ze is gevestigd aan de Grote Combéweg aan de rand van de wijk Combé.

## Geschiedenis
De Combé Markt werd gestart door Kries Kalipdewsing. Vanaf circa 1972/1973 werkte hij vanaf zijn twaalfde als handelaar op de Centrale Markt. Toen de eigenaar rond 1975 naar Nederland vertrok, verkocht hij zijn zaak aan Kalipdewsing. Hij wilde altijd al een grote winkel hebben om eerste levensbehoeften goedkoop te kunnen verkopen aan het volk. In 1980 had hij voldoende verdiend om de Combé Markt te starten.
De markt groeide uit tot een van de grootste detailhandelszaken van Paramaribo. Naast particulieren kopen hier ook verschillende ministeries in. In de jaren 2010 leverde de Combé Markt de goederen voor 200 keukens van de Naschoolse Opvang (NSO) aan het ministerie van Onderwijs. In 2016 werd een nieuw pand van vier verdiepingen geopend aan de Wichersstraat. Rond dezelfde tijd ging Kalipdewsing op 65-jarige leeftijd met pensioen. Zijn twee zoons en dochter zetten het bedrijf voort.